# ローナ・ヘイウッド
ローナ・メアリー・ヘイウッド（Lorna Mary Haywood, 1939年1月29日 - ）は、イギリスのソプラノ歌手。
バーミンガムの生まれ。ロンドン王立音楽大学でメアリー・パーソンズとゴードン・クリントン、ジュリアード音楽院でセルジウス・カーゲン、バーヴァリー・ジョンソンの各氏に声楽を師事。1964年のジュリアード音楽院でのレオシュ・ヤナーチェクの《カーチャ・カバノヴァー》の上演で初舞台を踏んだ。1966年にはコヴェントガーデン王立歌劇場に初登場している。1990年代末から歌手活動を引退し、オペラの演出家として活動するようになった。